# Jordan Zemura
Jordan Bhekithemba Zemura (ur. 14 listopada 1999 w Lambeth, Londyn) – zimbabwejski piłkarz, grający na pozycji prawego obrońcy we włoskim klubie Udinese Calcio oraz w reprezentacji Zimbabwe. Uczestnik Pucharu Narodów Afryki 2021.

## Kariera klubowa
Swoją karierę piłkarską Zemura rozpoczynał w juniorach takich klubów jak: Queens Park Rangers (2006-2011), Charlton Athletic (2011-2019) i Bournemouth (2019-2020). W 2020 roku został członkiem pierwszego zespołu Bournemouth i 12 grudnia 2020 zadebiutował w jego barwach w EFL Championship w wygranym 5:0 domowym meczu z Huddersfield Town.
| Sezon   | Klub        | Kraj   | Rozgrywki    | Mecze | Gole |
| ------- | ----------- | ------ | ------------ | ----- | ---- |
| 2020/21 | Bournemouth | Anglia | Championship | 2     | 0    |

## Kariera reprezentacyjna
W reprezentacji Zimbabwe Zemura zadebiutował 12 listopada 2020 w przegranym 1:3 meczu kwalifikacji do Pucharu Narodów Afryki 2021 z Algierią, rozegranym w Algierze. W 2022 roku został powołany do kadry na Puchar Narodów Afryki 2021. Na tym turnieju rozegrał dwa mecze grupowe: z Malawi (1:2) i z Gwineą (2:1).